# Róbert Vittek
Róbert Vittek (nascut a Bratislava, Txecoslovàquia, l'1 d'abril del 1982), és un futbolista professional eslovac que actualment juga de davanter al Ankaragücü de la Turkcell Super Lliga. Vittek, també juga per la selecció d'Eslovàquia des del 2001.